# Infans
En droit, le terme infans désigne un enfant de bas âge qui n'est pas encore doué de raison. En psychanalyse, il s'agit d'un bébé qui n'a pas encore accès à la parole.

## Psychanalyse
L'infans, terme de Sándor Ferenczi, désigne l'enfant qui n'a pas encore acquis le langage, francisation du latin infans, infantis, désignant le très jeune enfant qui ne parle pas. Formé de in- préfixe négatif et du participe présent de fari « parler », cette racine se retrouve dans aphasie, fable, par exemple.
Ferenczi proposa ce terme pour éviter certaines confusions lorsque les psychanalystes parlent d'enfants, le langage marquant notamment un progrès dans l'acquisition de la symbolisation.
Le concept s'avère utile, par exemple pour traiter de la "confusion de langue", autre expression ferenczienne qui désigne la confusion entre le désir qu'exprime l'adulte face à l'enfant, dont la demande serait faite de tendresse.

## Droit

### Droit français
En droit pénal et droit des obligations, l’infans désigne l'enfant qui, en raison de son jeune âge (jusqu'à 6 ou 7 ans), ne pouvait être ni jugé, ni condamné jusqu'à un arrêt de 1984.

### Droit québécois
En droit civil québécois, contrairement au droit civil français, l'infans ne peut pas être tenu responsable en vertu des règles ordinaires de la responsabilité civile, puisque le deuxième alinéa de l'article 1457 du Code civil du Québec exige que la personne tenue responsable soit douée de raison. Cela dit, l'art. 1462 C.c.Q. prévoit que les parents peuvent être tenus responsables si le fait du mineur non doué de raison serait autrement considéré comme étant une faute. L'arrêt Ginn c. Sisson est une décision de  référence sur cette question.
Le droit pénal canadien n'utilise pas le terme infans, mais comme en droit civil québécois, il refuse de tenir le jeune enfant responsable. En fait, le droit pénal est plus permissif que le droit civil sur ce point, car la non-responsabilité pénale du mineur s'étend à tout mineur âgé de moins de 12 ans, en vertu de l'article 13 du Code criminel.